# Bruce Carl Berndt
Pour les articles homonymes, voir Berndt.
Bruce Carl Berndt (né le 13 mars 1939 à Saint-Joseph (Michigan)) est un mathématicien américain. Il est connu comme éditeur des Cahiers de Ramanujan.

## Biographie et travaux
Berndt étudie au Albion College, où il est gradué (bachelor) en 1961. Il reçoit son M. Sc. et son Ph. D. à l' université du Wisconsin à Madison, ce dernier en 1966 sous la supervision de J. Roderick Smart (« Identities Involving the Coefficients of a Class of Dirichlet Series »).
Il enseigne une année à l’Université de Glasgow et devient en 1967 professeur assistant à l'Université de l'Illinois à Urbana-Champaign, où il est depuis, à partir de 2006 comme Michio Suzuki Distinguished Research Professor of Mathematics. En 1973-74 il est chercheur invité à l’Institute for Advanced Study de Princeton.
Berndt est un spécialiste de théorie analytique des nombres, auteur de plus de 200 publications ; il est probablement le mieux connu pour ses travaux d'explication des découvertes de Srinivasa Ramanujan, et de l'édition de ses cahiers.
À partir de 1977 et pendant plus de 20 ans, Berndt se consacre en effet à l'édition des cahiers de Ramanujan (publiés en 5 volumes). Ramanujan ne donnait pas, dans ses cahiers, les démonstrations pour ses découvertes, c'est pourquoi Berndt et ses collaborateurs, notamment les mathématiciens George Andrews, Richard Askey et Robert A. Rankinse sont attelés soit à les démontrer, soit à chercher des références dans la littérature existante. En tout, les cahiers contiennent entre 3000 et 4000 « assertions » sans démonstration. Berndt a pu s'appuyer, dans son travail, sur des notes de George Neville Watson et de Bertram Martin Wilson en Angleterre qui avaient déjà commencé, dans les années 1930, un projet similaire d'édition des cahiers.
Berndt est éditeur coordinateur du périodique The Ramanujan Journal. Il est rédacteur en chef fondateur du périodique International Journal of Number Theory
En 1996, il reçoit le prix Leroy P. Steele de l'American Mathematical Society dans la catégorie de « vulgarisation mathématique » pour son travail d'édition des Ramanujan's Notebooks,. Il reçoit aussi, conjointement avec Gert Almkvist en 1989 le prix Halmos-Ford, et une deuxième fois en 1994 avec S. Bhargava.
En 2012 il devient Fellow de l'American Mathematical Society.
En décembre 2012 il reçoit un doctorat honoris causa de l'Université SASTRA (en) de Kumbakonam, Inde.

## Publications (sélection)
- (en) Bruce C. Berndt et Robert A. Rankin, Ramanujan : Letters and Commentary, Providence (R.I.), American Mathematical Society, coll. « History of Mathematics, Vol 9 », 1995, 347 p. (ISBN 0-8218-0287-9)[10]
- (en) Bruce C. Berndt et Robert A. Rankin, Ramanujan : Essays and Surveys, Providence (R.I.)/Oxford, American Mathematical Society, coll. « History of Mathematics, Vol 22 », 2001, 347 p. (ISBN 0-8218-2624-7)[11]
- Bruce C. Berndt, L. Jacobsen, R. L. Lamphere, George Andrews et Srinivasa Ramanujan Aiyangar, The Continued Fractions Found in the Unorganized Portions of Ramanujan's Notebooks, American Mathematical Society, coll. « Memoirs of the American Mathematical Society », 1993 (ISBN 0-8218-2538-0, lire en ligne)
- Bruce C. Berndt, Ramanujan's Notebooks, Part I, Springer, 1985 (ISBN 0-387-96110-0)[12] ; (en) Part II, New York/Berlin/Heidelberg etc., Springer, 1989, 624 p. (ISBN 0-387-96794-X, présentation en ligne) ; (en) Part III, New York/Berlin/Heidelberg etc., Springer, 1991, 624 p. (ISBN 0-387-97503-9)[13] ; (en) Part IV, New York/Berlin/Heidelberg etc., Springer, 1994, 624 p. (ISBN 0-387-94109-6) ; (en) Part V, New York/Berlin/Heidelberg etc., Springer, 1998, 624 p. (ISBN 0-387-94941-0, présentation en ligne)[12]

- Bruce C. Berndt et Robert A. Rankin, Ramanujan's Lost Notebook, Part I, Springer, 2005 (ISBN 0-387-25529-X)[14] ; Part II, Springer, 2008 (ISBN 978-0-387-77765-8) ; Part III, Springer, 2012 (ISBN 978-1-4614-3809-0) ; Part III, Springer, 2013 (ISBN 978-1-4614-4080-2)

- (en) Bruce C. Berndt, Number Theory in the Spirit of Ramanujan, Providence (R.I.), American Mathematical Society, 2006, 187 p. (ISBN 0-8218-4178-5, présentation en ligne)
- Bruce C. Berndt et Ken Ono (éditeurs), Number Theory and Modular Forms : Papers in Memory of Robert A. Rankin, Springer, coll. « Developments in Mathematics », 2003, 400 p. (ISBN 1-4020-7615-0, présentation en ligne)

## Article lié
- Cahiers de Ramanujan